# Sigismund von Schlichting
Sigismund Wilhelm Lorenz von Schlichting (3 de octubre de 1829 - 22 de octubre de 1909) fue un general prusiano y teórico militar, conocido por su participación en los debates sobre tácticas de infantería en las décadas de 1880 y 1890.
Schlichting nació en Berlín, hijo de un general prusiano que fue el comandante de la Kriegsakademie (Academia de Guerra). En muchos aspectos su carrera temprana fue típica: se matriculó en el cuerpo de cadetes y recibió su comisión como teniente a la edad de 18 años. En lugar de asistir a la Academia de Guerra, sin embargo, fue educado en las universidades de Bonn y Göttingen. En 1861 fue promovido a capitán y se le dio el mando de una compañía. Vio acción contra Austria en la guerra de las Siete Semanas de 1866, y al final de ese año fue promovido a mayor y adscrito al Estado Mayor. Schlichting retornó a la línea en 1870 y comandó un batallón de infantería en la guerra franco-prusiana.
En 1872 Schlichting fue nombrado jefe de Estado Mayor del VII Cuerpo de Ejército, con base en Münster, un puesto que ocupó durante dos años. Entre 1874 y 1878 comandó un regimiento de infantería en Spandau, después de lo cual fue hecho jefe de Estado Mayor del Cuerpo de Guardia, un puesto muy prestigioso. Entre 1884 hasta 1896 Schlichting ocupó una serie de mandos de campo, acabando como comandante del XIV Cuerpo de Ejército  (1888-1896). Sigismund von Schlichting se retiró del servicio activo en 1896 y murió en 1909.

## Lista parcial de obras
- Taktische und strategische Grundsätze der Gegenwart. (1898) (Principios de Táctica y Estrategia del Presente)
- Moltkes Vermächtniss. (1901) (El Legado de Moltke)